# I. e. 467
Évszázadok: i. e. 6. század – i. e. 5. század – i. e. 4. század
Évtizedek: i. e. 510-es évek – i. e. 500-as évek – i. e. 490-es évek – i. e. 480-as évek – i. e. 470-es évek – i. e. 460-as évek – i. e. 450-es évek – i. e. 440-es évek – i. e. 430-as évek – i. e. 420-as évek – i. e. 410-es évek
Évek: i. e. 472 – i. e. 471 – i. e. 470 – i. e. 469 –  i. e. 468 – i. e. 467 – i. e. 466 – i. e. 465 – i. e. 464 – i. e. 463 – i. e. 462

## Események
- Római consulok: Ti. Aemilius Mamercus és Q. Fabius Vibulanus

- Antium latin colonia megalapítása a volscusok földjén